# Peñafiel (Valladolid)
Pour les articles homonymes, voir Peñafiel.
Peñafiel est une commune de la province de Valladolid dans la communauté autonome de Castille-et-León en Espagne. Elle est le chef lieu de la comarque du Campo de Peñafiel (es).

## Histoire
En 1302, un concile provincial fut tenu à Peñafiel (concilium apud Pennam Fidelem), sous la présidence de l'archevêque de Tolède. Son canon XII est le premier témoignage que l'Église adopta officiellement, pour le rite romain, la pratique de l'antienne mariale Salve Regina.  

## Économie
Cette localité est vinicole, et fait partie de l'AOC Ribera del Duero.

## Sites et patrimoine
Les édifices les plus caractéristiques de la commune sont :

### Patrimoine archéologique
- Gisement archéologique de Pintia (BIC) du Ier siècle av. J.-C..
- Centre Cosovisión - Salle archéologique situé sur la Plaza del Coso.

### Patrimoine militaire
- Château de Peñafiel (BIC), IXe au XVe siècle, forteresse médiévale située sur un éperon rocheux dominant la commune.
- Murailles (es) du XVe siècle.

### Patrimoine religieux
- Couvent Santa Clara (es) (BIC) du XVIIe siècle.
- Couvent San Pablo (es) (BIC) du XIIIe au XVIIIe siècle.
- Église Santa María de Mediavilla du XIIIe siècle et le musée comarqual d'art sacré.
- Église paroissiale San Miguel de Reoyo du XIIe au XVIe siècle.
- Chapelle del Santísimo Cristo del Humilladero du XIXe siècle.
- Chapelle San Roque del Valdobar du XXe siècle.
- Ruines du couvent San Francisco du XVe siècle.
- Église de la Asunción de Padilla de Duero du XIIe au XVIIIe siècle.
- Église San Cristóbal de Mélida du XIIe au XVIIIe siècle.
- Ruinas de l'église paroissiale San Justo y Pastor d'Aldeyuso du XVIIe siècle.

### Patrimoine civil
- Plaza del Coso (es) (BIC) du XIVe au XVIIIe siècle.
- Tour de l'Horloge (es) (BIC) du XIe au XIVe siècle.
- Mairie de Peñafiel du XIXe siècle.
- Casa de la Ribera du XVIe siècle.
- Pont de pierre del Botijas du XVIe au XVIIe siècle.
- Pont gothique de pierre sur le Duero du XIVe siècle.
- Pont de pierre del Valdobar du XVIe siècle.
- Pont de pierre de La Leona du XIXe siècle.
- Pont de pierre del Valdobar du XIXe siècle.